# Bloc d du tableau périodique

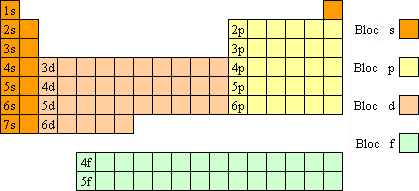
Schéma des groupes du tableau périodique

Le bloc d est un bloc du tableau périodique constitué des éléments chimiques du groupe 3 au groupe 12 du tableau périodique. Il est appelé ainsi parce que la configuration électronique des éléments qui le composent est caractérisée à l'état fondamental par une sous-couche de plus haute énergie de type d (diffuse), correspondant au nombre quantique azimutal ℓ = 2. Ce bloc contient tous les métaux de transition, trois métaux pauvres dans le groupe 12, ainsi qu'un lanthanide et un actinide dans le groupe 3.  Si le lutécium et le lawrencium appartiennent au groupe 3 alors ils appartiennent également au bloc d, de sorte que les 40 éléments de ce bloc sont :
|                | Groupe 3         | Groupe 4            | Groupe 5      | Groupe 6         | Groupe 7        | Groupe 8       | Groupe 9         | Groupe 10          | Groupe 11         | Groupe 12         |
| Sous-couche 3d | 21Sc Scandium    | 22Ti Titane         | 23V Vanadium  | 24Cr Chrome      | 25Mn Manganèse  | 26Fe Fer       | 27Co Cobalt      | 28Ni Nickel        | 29Cu Cuivre       | 30Zn Zinc         |
| Sous-couche 4d | 39Y Yttrium      | 40Zr Zirconium      | 41Nb Niobium  | 42Mo Molybdène   | 43Tc Technétium | 44Ru Ruthénium | 45Rh Rhodium     | 46Pd Palladium     | 47Ag Argent       | 48Cd Cadmium      |
| Sous-couche 5d | 71Lu Lutécium    | 72Hf Hafnium        | 73Ta Tantale  | 74W Tungstène    | 75Re Rhénium    | 76Os Osmium    | 77Ir Iridium     | 78Pt Platine       | 79Au Or           | 80Hg Mercure      |
| Sous-couche 6d | 103Lr Lawrencium | 104Rf Rutherfordium | 105Db Dubnium | 106Sg Seaborgium | 107Bh Bohrium   | 108Hs Hassium  | 109Mt Meitnerium | 110Ds Darmstadtium | 111Rg Roentgenium | 112Cn Copernicium |

Si en revanche ce sont le lanthane et l'actinium qui appartiennent au groupe 3, alors ils appartiennent également au bloc d, de sorte que les 40 éléments de ce bloc sont dans ce cas : 
|                | Groupe 3      | Groupe 4            | Groupe 5      | Groupe 6         | Groupe 7        | Groupe 8       | Groupe 9         | Groupe 10          | Groupe 11         | Groupe 12         |
| Sous-couche 3d | 21Sc Scandium | 22Ti Titane         | 23V Vanadium  | 24Cr Chrome      | 25Mn Manganèse  | 26Fe Fer       | 27Co Cobalt      | 28Ni Nickel        | 29Cu Cuivre       | 30Zn Zinc         |
| Sous-couche 4d | 39Y Yttrium   | 40Zr Zirconium      | 41Nb Niobium  | 42Mo Molybdène   | 43Tc Technétium | 44Ru Ruthénium | 45Rh Rhodium     | 46Pd Palladium     | 47Ag Argent       | 48Cd Cadmium      |
| Sous-couche 5d | 57La Lanthane | 72Hf Hafnium        | 73Ta Tantale  | 74W Tungstène    | 75Re Rhénium    | 76Os Osmium    | 77Ir Iridium     | 78Pt Platine       | 79Au Or           | 80Hg Mercure      |
| Sous-couche 6d | 89Ac Actinium | 104Rf Rutherfordium | 105Db Dubnium | 106Sg Seaborgium | 107Bh Bohrium   | 108Hs Hassium  | 109Mt Meitnerium | 110Ds Darmstadtium | 111Rg Roentgenium | 112Cn Copernicium |

La configuration électronique à l'état fondamental de ces éléments est présentée dans le tableau suivant :
| Élément chimique | Élément chimique | Élément chimique | Famille d'éléments  | Configuration électronique[2]  |
| ---------------- | ---------------- | ---------------- | ------------------- | ------------------------------ |
| 21               | Sc               | Scandium         | Métal de transition | [Ar] 4s2 3d1                   |
| 22               | Ti               | Titane           | Métal de transition | [Ar] 4s2 3d2                   |
| 23               | V                | Vanadium         | Métal de transition | [Ar] 4s2 3d3                   |
| 24               | Cr               | Chrome           | Métal de transition | [Ar] 4s1 3d5 ( * )             |
| 25               | Mn               | Manganèse        | Métal de transition | [Ar] 4s2 3d5                   |
| 26               | Fe               | Fer              | Métal de transition | [Ar] 4s2 3d6                   |
| 27               | Co               | Cobalt           | Métal de transition | [Ar] 4s2 3d7                   |
| 28               | Ni               | Nickel           | Métal de transition | [Ar] 4s2 3d8 ou 4s1 3d9 ( ** ) |
| 29               | Cu               | Cuivre           | Métal de transition | [Ar] 4s1 3d10 ( * )            |
| 30               | Zn               | Zinc             | Métal pauvre        | [Ar] 4s2 3d10                  |
| 39               | Y                | Yttrium          | Métal de transition | [Kr] 5s2 4d1                   |
| 40               | Zr               | Zirconium        | Métal de transition | [Kr] 5s2 4d2                   |
| 41               | Nb               | Niobium          | Métal de transition | [Kr] 5s1 4d4 ( * )             |
| 42               | Mo               | Molybdène        | Métal de transition | [Kr] 5s1 4d5 ( * )             |
| 43               | Tc               | Technétium       | Métal de transition | [Kr] 5s2 4d5                   |
| 44               | Ru               | Ruthénium        | Métal de transition | [Kr] 5s1 4d7 ( * )             |
| 45               | Rh               | Rhodium          | Métal de transition | [Kr] 5s1 4d8 ( * )             |
| 46               | Pd               | Palladium        | Métal de transition | [Kr] 4d10 ( * )                |
| 47               | Ag               | Argent           | Métal de transition | [Kr] 5s1 4d10 ( * )            |
| 48               | Cd               | Cadmium          | Métal pauvre        | [Kr] 5s2 4d10                  |
| 57               | La               | Lanthane         | Lanthanide          | [Xe] 6s2 5d1 ( * )             |
| 71               | Lu               | Lutécium         | Lanthanide          | [Xe] 6s2 4f14 5d1              |
| 72               | Hf               | Hafnium          | Métal de transition | [Xe] 6s2 4f14 5d2              |
| 73               | Ta               | Tantale          | Métal de transition | [Xe] 6s2 4f14 5d3              |
| 74               | W                | Tungstène        | Métal de transition | [Xe] 6s2 4f14 5d4              |
| 75               | Re               | Rhénium          | Métal de transition | [Xe] 6s2 4f14 5d5              |
| 76               | Os               | Osmium           | Métal de transition | [Xe] 6s2 4f14 5d6              |
| 77               | Ir               | Iridium          | Métal de transition | [Xe] 6s2 4f14 5d7              |
| 78               | Pt               | Platine          | Métal de transition | [Xe] 6s1 4f14 5d9 ( * )        |
| 79               | Au               | Or               | Métal de transition | [Xe] 6s1 4f14 5d10 ( * )       |
| 80               | Hg               | Mercure          | Métal pauvre        | [Xe] 6s2 4f14 5d10             |
| 89               | Ac               | Actinium         | Actinide            | [Rn] 7s2 6d1 ( * )             |
| 103              | Lr               | Lawrencium       | Actinide            | [Rn] 7s2 5f14 7p1 ( * )        |
| 104              | Rf               | Rutherfordium    | Métal de transition | [Rn] 7s2 5f14 6d2              |
| 105              | Db               | Dubnium          | Métal de transition | [Rn] 7s2 5f14 6d3              |
| 106              | Sg               | Seaborgium       | Métal de transition | [Rn] 7s2 5f14 6d4              |
| 107              | Bh               | Bohrium          | Métal de transition | [Rn] 7s2 5f14 6d5              |
| 108              | Hs               | Hassium          | Métal de transition | [Rn] 7s2 5f14 6d6              |
| 109              | Mt               | Meitnerium       | Indéterminée        | [Rn] 7s2 5f14 6d7              |
| 110              | Ds               | Darmstadtium     | Indéterminée        | [Rn] 7s2 5f14 6d8              |
| 111              | Rg               | Roentgenium      | Indéterminée        | [Rn] 7s2 5f14 6d9              |
| 112              | Cn               | Copernicium      | Métal de transition | [Rn] 7s2 5f14 6d10             |
( * )   Exceptions à la règle de Klechkowski :
- Période no 4 : chrome 24Cr, cuivre 29Cu,
- Période no 5 : niobium 41Nb, molybdène 42Mo, ruthénium 44Ru, rhodium 45Rh, palladium 46Pd, argent 47Ag,
- Période no 6 : lanthane 57La, platine 78Pt, or 79Au,
- Période no 7 : actinium 89Ac, lawrencium 103Lr.

( ** )   Le cas du nickel 28Ni est particulier : il présente deux configurations électroniques d'énergies très voisines qui se recouvrent. Les manuels retiennent généralement la configuration régulière [Ar] 3d8 4s2, étayée par les données expérimentales. Mais la moyenne des niveaux d'énergie correspondant à la configuration irrégulière [Ar] 3d9 4s1 est légèrement inférieure à celle de la configuration régulière, de sorte qu'on retient également la configuration irrégulière pour les calculs sur le nickel.